# Matej Lúčan
Matej Lúčan (* 11. Januar 1928 in Gôtovany, Tschechoslowakei; † 1. März 1996 in Bratislava) war ein tschechoslowakischer Politiker der Kommunistischen Partei KSČ (Komunistická strana Československa), der unter anderem zwischen 1970 und 1989 Stellvertretender Ministerpräsident in mehreren Regierungen der Tschechoslowakei war.

## Leben
Matej Lúčan absolvierte zwischen 1947 und 1952 ein Studium an der Pädagogischen Fakultät der Comenius-Universität Bratislava und war im Anschluss zwischen 1953 und 1963 Leiter einer Abteilung des Zentralkomitee (ZK) der Kommunistischen Partei der Slowakei KSS (Komunistická strana Slovenska). 1958 wurde er Mitglied des ZK der KSS und gehörte diesem Gremium bis 1969 an. Er fungierte zwischen 1963 und 1968 als Kommissar des Slowakischen Nationalrates und war im Anschluss in der Regierung Štefan Sádovský und Peter Colotka von 1969 bis 1970 Bildungsminister der Slowakischen Sozialistischen Republik. Am 1. Januar 1969 wurde er auch Mitglied der neu geschaffenen Föderationsversammlung (Federální shromáždění) und gehörte der Kammer des Volkes (Sněmovna národů) bis zum 29. Januar 1990 an.
Am 26. Juni 1970 wurde Lúčan Stellvertretender Ministerpräsident in der Regierung Lubomír Štrougal I und bekleidete dieses Amt auch in der Regierung Lubomír Štrougal II, Regierung Lubomír Štrougal III, Regierung Lubomír Štrougal IV, Regierung Lubomír Štrougal V, Regierung Lubomír Štrougal VI sowie der Regierung Ladislav Adamec 19 Jahre lang bis zum 3. Dezember 1989. Auf dem XIV. Parteitag (25. bis 29. Mai 1971) der Kommunistischen Partei der Tschechoslowakei KSČ (Komunistická strana Československa) wurde er zudem Mitglied des ZK der KSČ und gehörte diesem Gremium bis zum 20. Dezember 1989 an. Im April 1973 wurde er zudem Vorsitzender der Bevölkerungskommission und hatte auch diese Funktion bis Dezember 1989 inne. Auf einem Treffen von Friedenspriestern Mitte November 1981 in Prag warnte er als stellvertretender Ministerpräsident die Christen im Untergrund den Worten: „Wir (die Regierung der Tschechoslowakei) werden Versuche, Kirche und Politik zu verbinden, nicht zulassen, ebenso wie Versuche, die Kirche als antisozialistische Opposition zu missbrauchen.“
1970 wurde er mit dem Orden der Arbeit (Řád práce) ausgezeichnet.